# Book
Book: časopis za promicanje nove evangelizacije, hrvatski je kršćanski mjesečnik iz Koprivnice.
Pokrenut je 2009. godine. Zaklada Kristofori je vlasnik, a Ustanova Kristofori izdavač. Glavni urednik je Josip Lončar, a izvršna urednica Martina Vidaković.
Book je jedini katolički časopis koji je dostupan na svim kioscima u Hrvatskoj i BiH. Putem pretplate dostupan je i u drugim zemljama, cijeloj Europi i međunarodno. Tiska se u formatu 13,4 x 20,5 cm i u opsegu od 84 stranice.
Uz tiskano izdanje časopisa pokrenut je i mrežni portal Book.hr koji donosi i dodatne tekstove.
Časopis donosi tekstove koji promiču kršćanske vrjednote i novu evangelizaciju.

## Vanjske poveznice
Mrežna mjesta
- [./Https://book.hr Book.hr Book.hr], službeno mrežno mjesto
- Book na Facebook-u
- [neaktivna poveznica], primjerci časopisa dostupni na ISSU